# Jacques Roulot
Jacques Roulot (París, 18 de noviembre de 1933-Montpellier, 15 de febrero de 2002) fue un deportista francés que compitió en esgrima, especialista en la modalidad de sable. Ganó una medalla de bronce en el Campeonato Mundial de Esgrima de 1954 en la prueba por equipos.

## Palmarés internacional
| Campeonato Mundial | Campeonato Mundial      | Campeonato Mundial | Campeonato Mundial |
| Año                | Lugar                   | Medalla            | Prueba             |
| ------------------ | ----------------------- | ------------------ | ------------------ |
| 1954               | Luxemburgo (Luxemburgo) | Medalla de bronce  | Sable por equipos  |